# Шлакоблок (Киев)
Шлакобло́к (укр. Шлакобло́к) — микрорайон в Дарницком районе Киева.
Расположен восточнее Рембазы в конце улицы Бориспольской. Название получил от находившегося здесь 135-го завода железобетонных конструкций МО СССР, выпускавшего шлакобетонные блоки и панели. Наименование микрорайона вошло в обиход в конце 1980-х годов.
В 1990-х годах наименование из разговорного перешло в общеупотребительное. Название микрорайона стало употребляться в СМИ, на городских схемах, названиях маршрутов городского транспорта, в официальных сообщениях районной администрации. Второе название местности — 10-й микрорайон Новой Дарницы.
Ближайшая к микрорайону станция Киевского метрополитена — «Красный Хутор».